# قائمة سفراء دولة فلسطين لدى هولندا
سفير دولة فلسطين لدى هولندا هو ممثل دولة فلسطين الرسمي لدى هولندا، يقع مقر السفارة الفلسطينية في لاهاي. تأسس مكتب ممثلية منظمة التحرير الفلسطينية لدى هولندا في عقد 1980.

## قائمة السفراء
| الترتيب | رئيس البعثة الدبلوماسية    | صورة | تاريخ الاعتماد الدبلوماسي | تاريخ الانتهاء | رئيس منظمة التحرير الفلسطينية | رئيس وزراء هولندا  | ملاحظات |
| ------- | -------------------------- | ---- | ------------------------- | -------------- | ----------------------------- | ------------------ | ------- |
| 1       |                            |      |                           |                | ياسر عرفات                    |                    |         |
| 2       | عفيف إميل حنا صافية        |      | 1987                      | 1990           | ياسر عرفات                    | رود لوبرز          | [ 3 ]   |
| 3       | ليلى منيب شهيد             |      | 1990                      | 1993           | ياسر عرفات                    | رود لوبرز          | [ 4 ]   |
| 4       | يوسف طلال هباب             |      | 1993                      | 2005           | ياسر عرفات                    | رود لوبرز          | [ 5 ]   |
| 5       | سمية البرغوثي (Q122180744) |      | 9 يناير 2006              | 2009           | محمود عباس                    | يان بيتر بالكنإنده |         |
| 6       | نبيل أحمد عثمان أبو زنيد   |      | 10 سبتمبر 2009            | 2016           | محمود عباس                    | مارك روته          |         |
| 7       | روان طارق زكي أبو يوسف     |      | 28 يناير 2017             | 2 سبتمبر 2024  | محمود عباس                    | مارك روته          |         |
| 8       | عمار حجازي (Q124259105)    |      | 12 سبتمبر 2024            | لا يزال        | محمود عباس                    | مارك روته          |         |